# Alfonso Fernández de Córdoba
Alfonso Fernández de Córdoba (m. después de 1328) fue un ricohombre castellano de la Casa de Córdoba e hijo de Fernán Núñez de Témez y de Leonor Muñoz.
Fue señor de la Casa de Córdoba y también de las villas de Cañete de las Torres, Dos Hermanas, Alcalá de los Gazules, las Cuevas de Carchena, Paterna, Lueches, Castro-Gonzalo, el Galapagar del Chiquero y de otros muchos heredamientos. Llegó a ocupar los cargos de adelantado mayor de la frontera de Andalucía, alcalde mayor y alguacil mayor de Córdoba, y alcaide de Alcaudete y de Alcalá la Real.
Fue el fundador del linaje de los Fernández de Córdoba, que llegaría a ser el más destacado del antiguo reino de Córdoba y uno de los más importantes de Andalucía. Algunos autores afirman que Alfonso Fernández constituye «el ejemplo más ilustrativo de ascenso social de la pequeña nobleza de caballeros en Córdoba». Francisco Fernández de Béthencourt, por su parte, señaló que este noble fue «uno de los señores más autorizados y poderosos de su tiempo en toda la tierra de Andalucía».

## Orígenes familiares
Fue nieto por parte paterna de Muño o Nuño Fernández, que participó en la conquista de Córdoba y de Sevilla, y por parte materna era nieto de Domingo Muñoz, que fue señor de Dos Hermanas y alguacil mayor de Sevilla, y de Gila Fernández.
Fue hermano, entre otros, de Muño o Nuño Fernández de Témez, que fue señor de Dos Hermanas y alguacil mayor de Córdoba, de Rodrigo Fernández, que fue el primer arcediano de la catedral de Córdoba, de Juana Fernández de Témez, que contrajo matrimonio con Fernando Íñiguez de Cárcamo, y de Leonor Fernández de Témez, que contrajo matrimonio con Alonso Pérez de Saavedra, alcalde mayor de Córdoba y alcaide del castillo de Baena.

## Biografía

### Juventud y actuaciones durante el reinado de Sancho IV

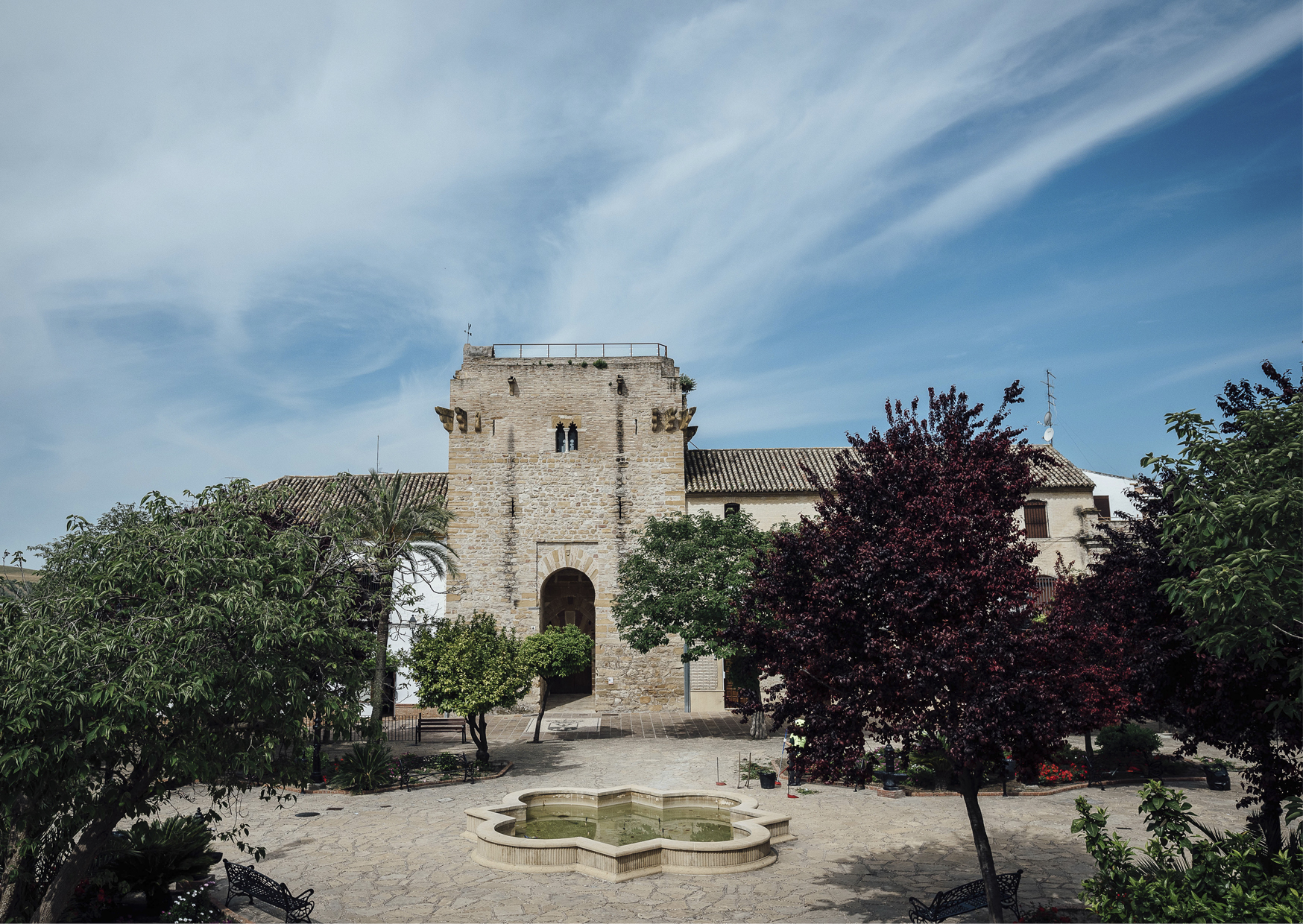
Castillo de Cañete de las Torres. (Provincia de Córdoba).

Se desconoce su fecha de nacimiento. Su padre, Fernán Muñoz de Témez, participó en el año 1236 en la conquista de Córdoba. Francisco Fernández de Béthencourt señaló que en Alfonso Fernández de Córdoba «recayó toda la sucesión y representación de su familia», ya que su hermano mayor, Muño o Nuño Fernández de Témez, murió peleando contra los musulmanes en la batalla de Écija en 1275, y su hermano Rodrigo Fernández fue clérigo y llegó a ser arcediano de la catedral de Córdoba, lo que también ha sido mencionado por otros historiadores. Conviene señalar que Alfonso Fernández fue el primer miembro de su familia que usó el apellido Córdoba y también que pertenecía, como señaló Nieto Lozano, a dos de las más «linajudas» familias cordobesas, los Témez y los Muñoz.
Al igual que la de su padre y que la de su abuelo paterno, la vida de Alfonso Fernández transcurrió, como indicó Fernández de Béthencourt, en una lucha «heroica y continuada» contra los musulmanes del reino nazarí de Granada, por lo que en muchas ocasiones tuvo que hacer frente con las gentes y vasallos de sus señoríos a las invasiones constantes de los granadinos. Y conviene señalar que el padre de Alfonso Fernández apoyó al infante Sancho durante la rebelión de este último contra su padre, Alfonso X, y que murió en 1283 en la batalla de Guadajoz, que se libró en las cercanías de la ciudad de Córdoba y en la que los partidarios de dicho infante fueron derrotados por las tropas de Alfonso X.

Alfonso Fernández sucedió a su padre en el cargo de alguacil mayor de Córdoba, que era de designación regia, y hay constancia de que lo ocupaba en 1290, ya que así consta en la nómina de soldadas de la Frontera de ese año. En dicha nómina se menciona que en ese año a Alfonso Fernández le correspondieron 5000 maravedís y que debía servir con cuatro caballeros en la guerra fronteriza con el reino nazarí de Granada, por lo que recibía 1250 maravedís para la manutención de cada uno de esos cuatro caballeros. Braulio Vázquez Campos subrayó el hecho de que el alguacilazgo mayor de Córdoba quedó en manos de la familia de Alfonso Fernández, ya que el hijo primogénito de este último, Fernando Alfonso de Córdoba, comenzó a ejercerlo ya en vida de su padre, lo cual era una costumbre usual en aquella época para «asegurar la heretariedad del oficio». El historiador Antonio Cabeza Rodríguez, por su parte, señaló que Alfonso Fernández:

Fue el que supo identificar a la familia con el importante oficio de alguacil mayor de Córdoba, es decir, la persona delegada por el monarca para la ejecución de la justicia y el mantenimiento del orden en la capital y su término, simbolizado todo ello en la custodia de la llaves de la ciudad.

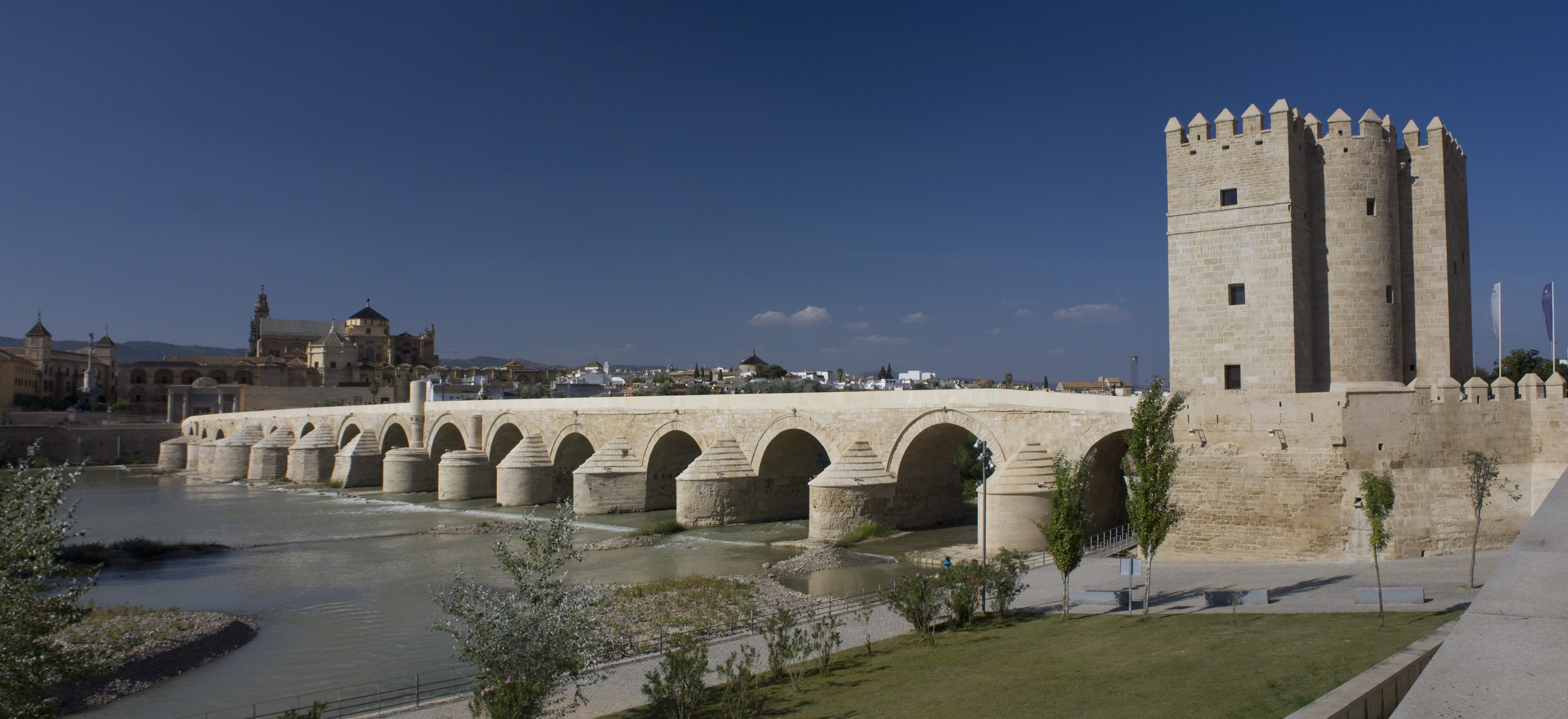
Torre de la Calahorra y Puente Romano de Córdoba.

El rey Sancho IV de Castilla solicitó a la ciudad de Córdoba que concediera alguna heredad de su término a Alfonso Fernández, que era por entonces alguacil mayor de dicha ciudad, como recompensa por sus servicios al rey y a la propia Córdoba, aunque Vázquez Campos añadió que fue en recompensa por haber participado en las conquistas de Baena, Luque y Zuheros. El 9 de junio de 1293 la mencionada ciudad de Córdoba, en respuesta a la carta del rey, le cedió a Alfonso Fernández el señorío de Cañete de las Torres con todos sus términos y dehesas, pastos, aguas y fuentes para que la poblase, siendo posteriormente confirmada esa donación «perpetua y hereditaria» por el rey Sancho IV en Burgos el día 8 de julio de 1293. Algunos autores han señalado que esa donación de la villa de Cañete constituyó «el germen del extenso patrimonio territorial y jurisdiccional de su linaje».
Alfonso Fernández ocupó también el cargo de alcalde mayor de Córdoba, pero algunos autores afirman erróneamente que cabe la posibilidad de que lo ocupara. El alcalde mayor, que básicamente era un «juez de apelación de los casos sentenciados por los alcaldes ordinarios», también tenía algunas competencias en asuntos económicos y de pesos y medidas y que al igual que en el caso de los alguaciles mayores, era siempre designado por el rey.
En 1296 Alfonso Fernández y sus hijos Fernando Alfonso y Martín Alfonso contribuyeron a defender el municipio cordobés de Baena de los ataques del rey Muhammad II de Granada, participando también en dicha defensa numerosos nobles cordobeses. Tomás Márquez de Castro señaló que después de atacar Baena el monarca granadino marchó con sus tropas contra la villa de Cañete de las Torres, que pertenecía a Alfonso Fernández, y contra otros pueblos e «hizo en ellos grandes daños».

### Actuaciones durante el reinado de Fernando IV (1295-1312)

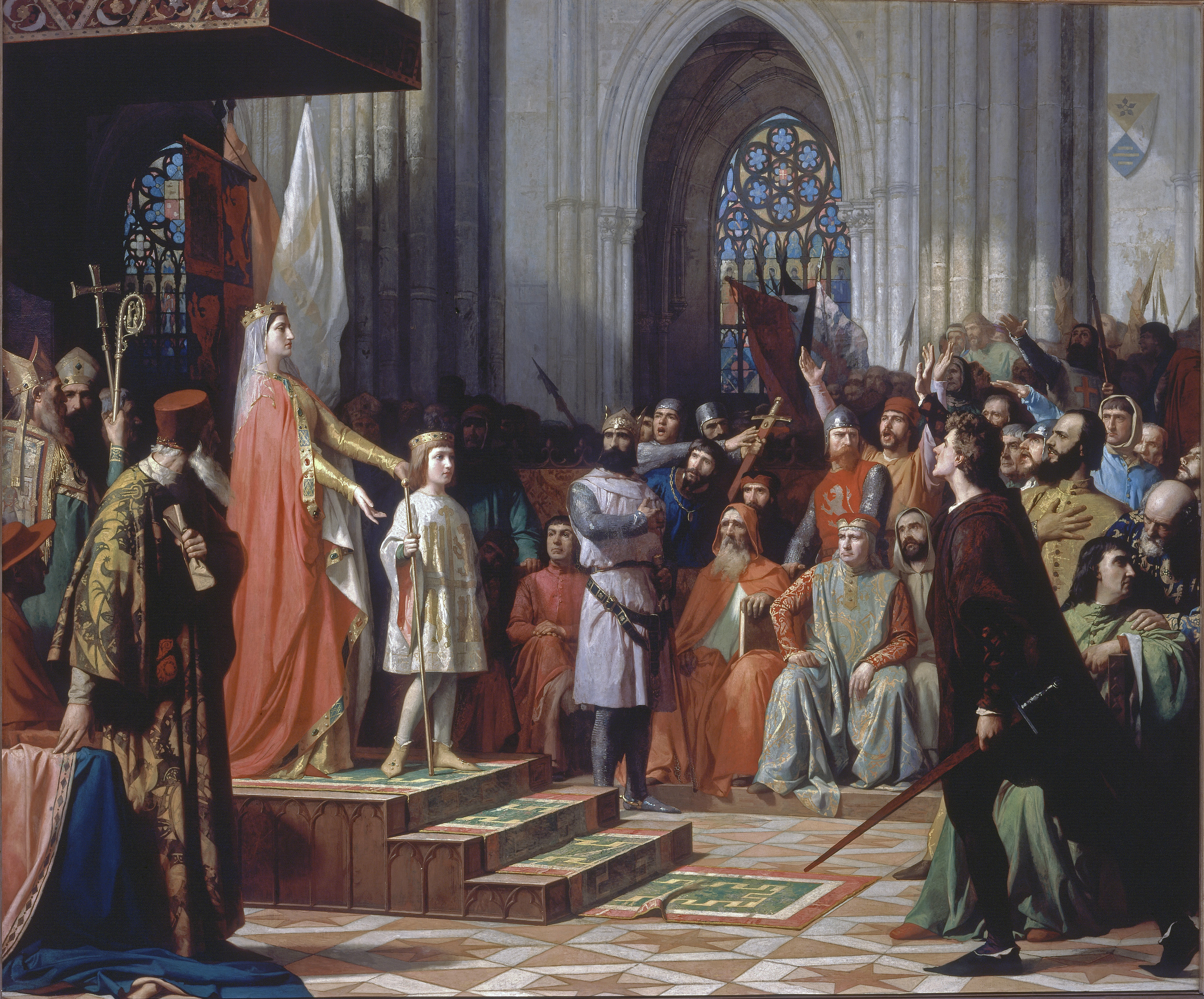
María de Molina presenta a su hijo Fernando IV en las Cortes de Valladolid de 1295. Óleo sobre lienzo de Antonio Gisbert Pérez.

Fernando IV de Castilla subió al trono el día 26 de abril de 1295 tras la muerte de su padre, Sancho IV. Y en 1296, y a las órdenes del célebre caballero Guzmán el Bueno, Alfonso Fernández acudió en ayuda del infante Enrique de Castilla el Senador, que era hijo del rey Fernando III de Castilla y tutor del rey Fernando IV durante su minoría de edad, ya que los musulmanes habían derrotado en una batalla librada cerca de Arjona al infante Enrique. Fernández de Béthencourt señaló que Alfonso Fernández halló al mencionado infante en el suelo y malherido y a su caballo con las piernas cortadas, por lo que puede afirmarse que «lo libró trabajosamente de una muerte cierta», y también que después de dicha batalla, en la que los castellanos perdieron «muchos y excelentes capitanes y soldados», Alfonso Fernández se retiró con el infante Enrique y con Guzmán el Bueno a su señorío de Cañete de las Torres, que estaba a tres leguas de allí, y donde se fortificaron, aunque la Crónica de Fernando IV da una visión muy distinta de dicha batalla y no se menciona el nombre de Alfonso Fernández ni la retirada posterior a Cañete de las Torres, sino a Arjona:

E tanto, que fueron armados comentaron de andar é pasaron allende de Arjona quatro leguas, é fallaron los moros, é combatiéronse con ellos, é luego en la primera espolonada comengaronse foir los christianos é fueron y desbaratados é mataron muchos dellos, é Don
Enrique quísose detener, é ovieranlo muerto sinon fuera por D. Alonso Pérez de Guzman, que quando vio que todos comengavan á fuyr, é que non podie él fincar á faser bien asi como él avia comengado en aquel dia, que por aquella parte donde él yva que avian muerto é derribado pieza de moros, dexó de faser aquello, entendiendo que lo non podía acabar, é tornó á catar al infante D. Enrique por lo sacar á salvo de aquel lugar. É desque llegó á él hallólo que el cavallo en que entrara en la lid que le quebraran las riendas é que se derribara del en tierra, porque le levava contra los moros, y asi lo fiso el cavallo, que tanto que D. Enrique se derribó del, luego el cavallo se fué para los moros é le tomaron, é á D. Enrique dieron otro cavallo, é entonces llegó á él D. Alonso Pérez, é veyendo que el poder de los moros era muy grande, é que venían señaladamente á aquel lugar do D. Enrique yva, tornaba este D. Alonso Pérez á ellos é deteníalos, é en tanto D. Enrique yvase yendo contra Arjona, é á aquellas vezes que tornava D. Alonso Pérez contra los moros le mataron todos los vasallos que traya, é á la cima sí por él non fuera oviera de tomar muerte ó prisión Don Enrique, é escapó él con su cuerpo é non mas, é los que escaparon acojíeronse todos con D. Enrique á Arjona; pero fué y muy grande mortandad é otrosi fueron muchos los que tomaron captivos.

En 1296 Alfonso Fernández también ayudó a defender de las acometidas de los musulmanes Cabra, Baeza y otros lugares acompañado por la caballería de Córdoba y por las tropas de dicha ciudad, ya que por su cargo de alguacil mayor de Córdoba le correspondía el mando de las tropas cordobesas. Cabeza Rodríguez señaló que durante los reinados de Sancho IV y de Fernando IV Alfonso Fernández participó en los combates más destacados con los musulmanes granadinos, por lo que sería recompensado por los monarcas castellanos debido a «su arriesgado trabajo de vigilancia y control fronterizo y por las pérdidas económicas y humanas que conllevaba».
El día 1 de julio de 1300 la reina María de Molina, por un privilegio emitido durante las Cortes de Valladolid de 1300, cedió a Alfonso Fernández la Dehesa de Galapagar, que estaba situada en Pedroche y en la Sierra de Córdoba, para compensarle de los múltiples «daños, saqueos y robos» que los musulmanes habían causado en su señorío de Cañete de las Torres, aunque el padre Ruaño señaló erróneamente que se le concedió esa dehesa en 1296. El 1 de octubre de 1303 el rey Fernando IV de Castilla, para que mejor «se poblase y reparase», emitió un privilegio en el que concedió diversas franquicias y mercedes a los habitantes de Cañete de las Torres, como señaló Fernández de Béthencourt.
El 29 de julio de 1306 el rey Fernando IV de Castilla confirmó a Alfonso Fernández la posesión del señorío de Cañete de las Torres, y el día 12 de abril de 1307 la ciudad de Córdoba le confirmó la posesión de la Dehesa de Galapagar y también la del señorío de Cañete de las Torres. Y entre abril de 1307 y abril de 1312, aproximadamente, Alfonso Fernández de Córdoba ocupó la lugartenencia del adelantamiento mayor de la frontera de Andalucía en nombre del infante Juan de Castilla el de Tarifa, que era hijo del rey Alfonso X y tío del rey Fernando IV. Y en relación con dicha lugartenencia, Braulio Vázquez Campos señaló que:

Así pues, nos hallamos ante un oligarca cordobés experimentado en un oficio de carácter ejecutivo, como el de alguacil mayor, y puede que también en otro de tipo judicial, el de alcalde mayor. Podemos sospechar, no obstante, que no fue elegido por el infante don Juan como teniente de adelantado en virtud de sus conocimientos técnicos. El motivo último debió de ser, más bien, la necesidad del infante de contar con aliados en las ciudades andaluzas que contrarrestaran otras influencias, como la que ejercía María de Molina a través de Alfonso Pérez de Guzmán, hombre fuerte del reino de Sevilla.

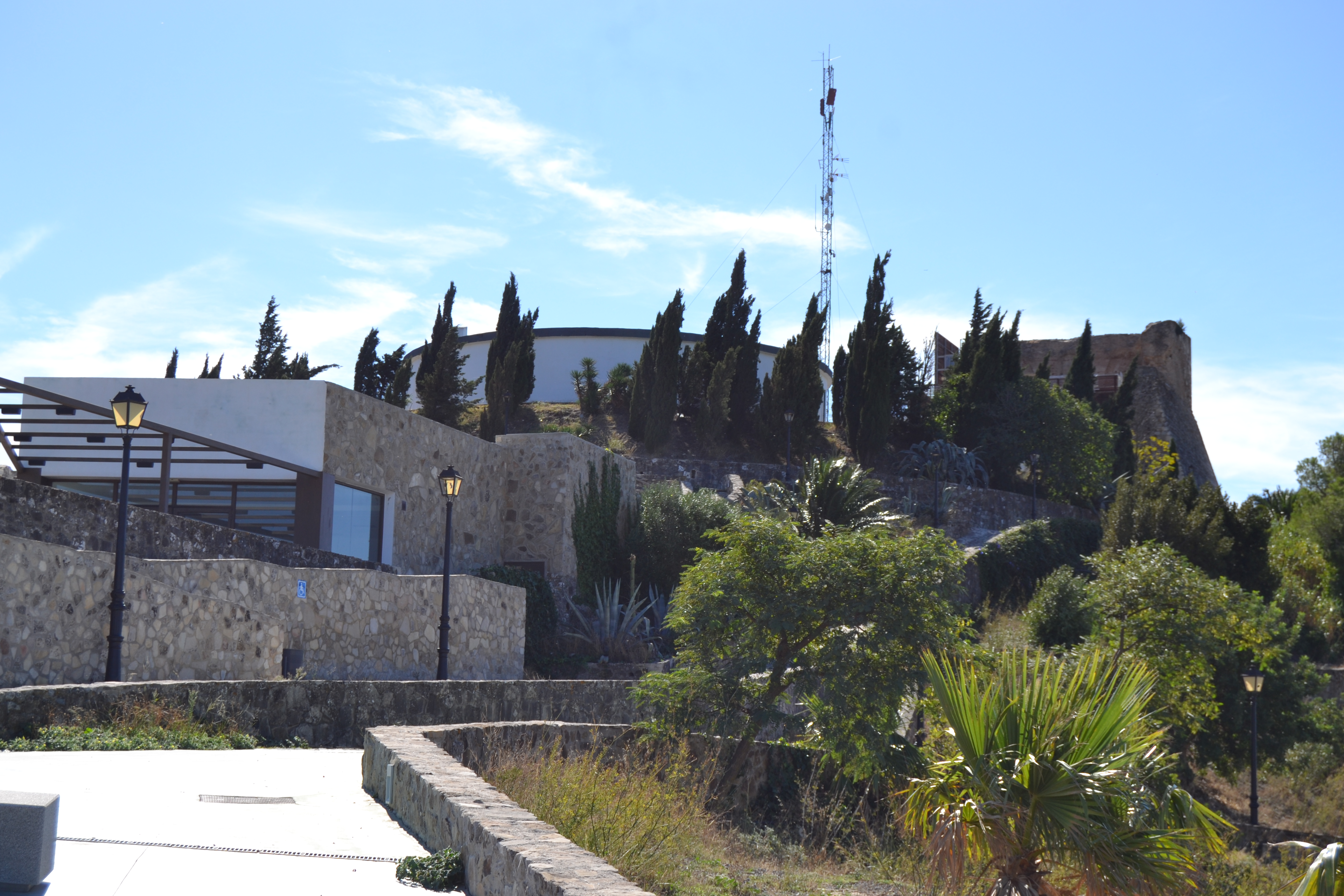
Ruinas del castillo de Alcalá de los Gazules. (Provincia de Cádiz).

En 1307 Fernando IV comunicó a Alfonso Fernández, a quien se dirigió como «nuestro alguasil de Córdoba e adelantado en la frontera por el infante don Juan», que había convocado Cortes en Valladolid en ese mismo año para solucionar los perjuicios y abusos que sufrían sus súbditos por culpa de los infantes, ricoshombres y de los demás «hombres poderosos» de Castilla. Dicho comunicado, como señaló Braulio Vázquez Campos, contiene un «repertorio interesante» de los abusos cometidos hasta entonces por los adelantados mayores de la Frontera, como por ejemplo el negar a los acusados la posibilidad de apelar sus sentencias ante el tribunal del rey o imponerles tasas de cancillería inapropiadas. Fernando IV ordenó el día 9 de diciembre de 1308 a Alfonso Fernández, por su condición de lugarteniente del adelantado mayor de la Frontera, y a los alcaldes y al alguacil mayor de Córdoba, que hicieran cumplir el procedimiento recaudatorio del diezmo del almojarifazgo contenido en los privilegios de la Iglesia cordobesa.
El rey Fernando IV de Castilla le cedió a Alfonso Fernández la villa y el castillo de Alcalá de los Gazules el día 21 de julio de 1310, y por juro de heredad, a condición de que mantuviera en dicha fortaleza 150 hombres de armas para cuando el rey estuviese en guerra contra los musulmanes, y conviene señalar que dicha villa había pertenecido hasta entonces al realengo y que algunos autores afirman que fue entregada a Alfonso Fernández por ser un «experto defensor de la frontera contra los musulmanes». Además, la cesión del señorío de Alcalá de los Gazules fue «completa y hereditaria», como señaló Marcos Fernández Gómez, y en el privilegio de donación quedó incluso detallado el «orden de preferencias» para suceder a Alfonso Fernández en la posesión del señorío, aunque parece ser que en la práctica el nuevo propietario de la villa actuó más como alcaide que como señor de la misma, ya que así parece indicarlo el hecho de que apenas haya datos sobre su actuación en Alcalá de los Gazules y el hecho de que dejara de pertenecerle rápidamente, ya que Alfonso Fernández no la mencionó en su testamento, y Fernández de Béthencourt también añadió que «salió de sus dominios sin que sepamos precisar cuándo ni por qué». Y tras dejar de pertenecer a Alfonso Fernández, la villa de Alcalá de los Gazules retornó al realengo.
Fernández de Béthencourt mencionó que a los bienes que había recibido por herencia o donación Alfonso Fernández añadió otros muchos por compra, como las Cuevas de Carchena, el Villar de Don Rodrigo Álvarez de Lara y el de Domingo Yáñez de Guadalfajara, existiendo además constancia de que Alfonso Fernández poseía cincuenta y seis yugadas, o sea más de 1300 hectáreas, en diversos lugares cercanos a la ciudad de Córdoba. Y en el Libro de donadíos de la catedral de Córdoba también se menciona que Alfonso Fernández fue propietario del Cortijo de don Luis, de la Torre de las Arcas y del Cortijo de la Reina, situados todos ellos en el antiguo reino de Córdoba.
En abril de 1312 Alfonso Fernández intervino, en calidad de árbitro y de lugarteniente del adelantado mayor de la Frontera, en el pleito que mantenían la Orden de Alcántara y el concejo de la ciudad de Sevilla por los términos de Morón y de Cote, ya que estos lugares pertenecían a la mencionada Orden y estaban situados junto a Sevilla, siendo esta la última actuación documentada de Alfonso Fernández como lugarteniente del adelantado mayor de la Frontera.

### Actuaciones durante el reinado de Alfonso XI (1312-1328)

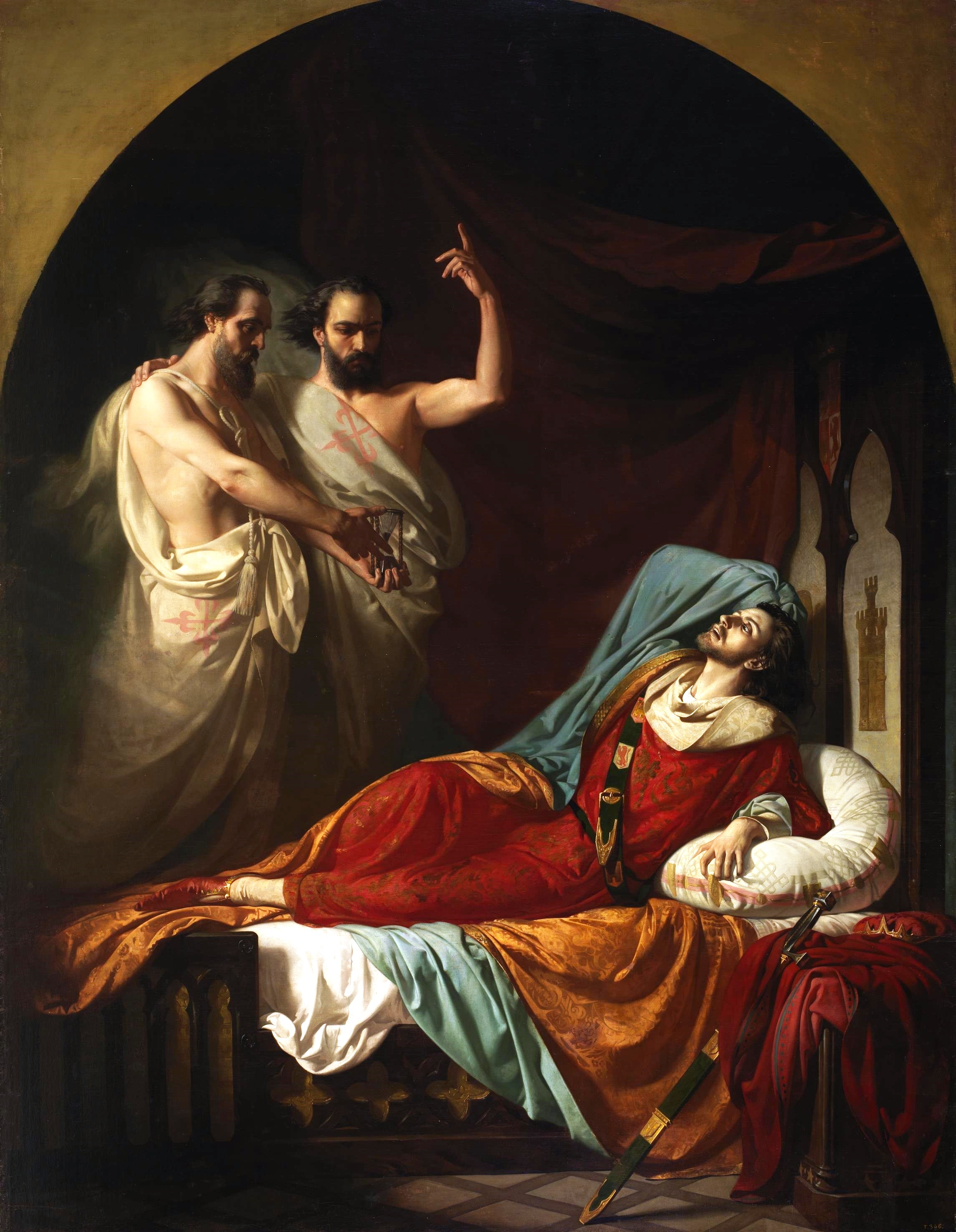
Últimos momentos de Fernando IV el Emplazado. Óleo sobre lienzo de José Casado del Alisal. 1860. (Palacio del Senado de España).

Durante los primeros años del reinado de Alfonso XI de Castilla, que subió al trono en 1312 tras la muerte de su padre, Fernando IV, los infantes Pedro y Juan de Castilla pugnaron por conseguir la tutoría del rey durante su minoría de edad, y aunque se desconoce a cuál de ellos apoyó Alfonso Fernández, las pruebas documentales hacen «sospechar», como señaló Vázquez Campos, que dejó de apoyar al infante Juan y se unió al bando del infante Pedro. Por otra parte, que el día 8 de septiembre de 1315 Alfonso Fernández compró tres hazas de tierra en el término de Cañete de las Torres a Juan Martínez, vecino de Córdoba.
Aproximadamente entre diciembre de 1317 y diciembre de 1320 Alfonso Fernández de Córdoba ejerció el cargo de adelantado mayor de la frontera de Andalucía, aunque algunos autores afirman erróneamente que lo ejercía también en 1325, y Vázquez Campos, por su parte, subrayó el hecho de que Alfonso Fernández fue uno de los pocos adelantados mayores que «realmente» estuvieron afincados en Andalucía y que tenían señoríos en ella, ya que dicho cargo fue ejercido casi siempre por infantes, hijos de infantes o ricoshombres.
El día 26 de diciembre de 1317 el infante Pedro, en calidad de tutor del rey Alfonso XI, escribió una carta al adelantado Alfonso Fernández en la que le ordenaba que revisara el pleito que enfrentaba al concejo de la ciudad de Baeza y a sus aldeanos sobre el pago de los yantares, que ya había sido juzgado por el alcalde real Juan Guillén, y que procediera a rectificar la sentencia emitida por el mencionado alcalde «con fuero e con derecho». El adelantado falló que los aldeanos del concejo de Baeza debían cumplir el Fuero de Cuenca, «que franqueaba a los vecinos del núcleo urbano baezano en detrimento de los aldeanos de su término», como señaló Vázquez Campos.
En el Desastre de la Vega de Granada, que tuvo lugar el día 25 de junio de 1319, perdieron la vida los infantes Pedro y Juan de Castilla, que eran los jefes del ejército cristiano y los tutores del rey Alfonso XI durante su minoría de edad junto con la reina María de Molina. La muerte de los mencionados infantes en dicha batalla supuso el ascenso al poder absoluto en la Corte castellana del infante Felipe de Castilla, hijo de la reina María de Molina y apoyado por ésta, de Don Juan Manuel, nieto de Fernando III, y de Juan el Tuerto, hijo del infante Juan y nieto de Alfonso X, ya que cada uno de ellos controlaba una determinada zona geográfica de Castilla e intentaban alcanzar un mayor protagonismo político y ser nombrados tutores del rey Alfonso XI en sustitución de los infantes Pedro y Juan, a pesar de que en la Concordia de Palazuelos y en las Cortes de Burgos de 1315 quedó establecido que en caso de que alguno de los tres tutores muriese continuaría siéndolo aquel que quedase con vida, lo que legalmente convertía a la reina María de Molina en la única tutora legítima de su nieto. A causa de todo ello, en Castilla comenzó, como señaló Manuel García Fernández, un periodo de anarquía y de auténtica «guerra civil», y dicho historiador también subrayó la circunstancia de que Don Juan Manuel y Juan el Tuerto fueron apoyados por el rey Jaime II de Aragón.

El 26 de agosto de 1319 la Hermandad General de Andalucía alcanzó una serie de acuerdos en respuesta a la crisis que se avecinaba por la muerte de los dos infantes en el Desastre de la Vega de Granada. Entre otras medidas, se acordó que ningún concejo de la hermandad apoyaría a ninguno de los aspirantes a ejercer la tutoría del rey a menos que se contase con el acuerdo de todos los miembros de la misma, y fueron admitidos como miembros de la hermandad algunos «destacados nobles o con grandes intereses en la Frontera», como señaló Vázquez Campos, entre los que figuraban Alfonso Fernández de Córdoba, Pedro Ponce de León el Viejo, señor de Marchena, Ruy González Manzanedo, Juan Alonso Pérez de Guzmán, Gonzalo de Aguilar, Juan Ponce de Cabrera, Garci López de Padilla, maestre de la Orden de Calatrava, Lope Ruiz de Baeza y Diego Sánchez de Biedma. En dicha reunión también se acordó que no se aceptaría a nadie como adelantado mayor de la Frontera a menos que lo hicieran por unanimidad los miembros de la hermandad, y se exigió al adelantado mayor, Alfonso Fernández de Córdoba, que hiciera cumplir las resoluciones allí acordadas.

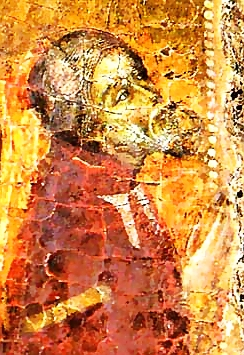
Retrato que se supone representa a Don Juan Manuel, nieto del rey Fernando III de Castilla. (Catedral de Murcia).

La Hermandad General de Andalucía alcanzó un nuevo acuerdo el día 23 de abril de 1320, que fue rubricado por Alfonso Fernández. En dicho acuerdo, que básicamente estuvo relacionado con las medidas que debían adoptarse para defender la frontera de los ataques de los musulmanes y con la política que debía seguirse en relación con los tutores del rey Alfonso XI, también se estableció lo siguiente con respecto al adelantado mayor de la Frontera, como señaló Vázquez Campos:

El citado convenio también implantaba una serie de garantías procesales y de prohibiciones de desafueros al adelantado y sus subordinados. A la luz de este documento, el adelantado andaluz se nos presenta como un oficial judicial estrictamente limitado por los privilegios y fueros locales. Los vecinos de las villas y presuntos delincuentes debían ser antes que nada juzgados según estos fueros en su misma localidad, previamente a que el adelantado o su alguacil pudiera imponerles ninguna pena. No sólo se reflejaba la faceta ejecutiva del adelantado; asimismo, se reconocía su carácter de juez, aunque también limitando ciertas prácticas abusivas.

En Andalucía comenzaron las discordias entre los partidarios de Don Juan Manuel y los del infante Felipe, y Juan Ponce de Cabrera, que era primo segundo de Don Juan Manuel por ser los dos bisnietos del rey Alfonso IX de León, fue uno de sus más decididos y principales partidarios en Córdoba. A pesar de que la mayor parte de las ciudades de Andalucía respaldaban al infante Felipe, Don Juan Manuel contaba con numerosos partidarios en Córdoba, entre los que figuraban Juan Ponce de Cabrera, Fernando Gutiérrez, obispo de Córdoba, Fernando Díaz Carrillo, señor de Santa Eufemia y alcalde mayor de Córdoba, Pedro Díaz, hermano del anterior, y Pedro Alfonso de Haro, señor de Chillón, siendo algunos de ellos mencionados, como señaló Iluminado Sanz Sancho, en el capítulo XXVIII de la Crónica de Alfonso XI. Y los principales partidarios cordobeses del infante Felipe y de la reina María de Molina eran Arias de Cabrera, hermano de Juan Ponce de Cabrera, Alfonso Fernández de Córdoba, adelantado mayor de la frontera de Andalucía y alguacil mayor de Córdoba, Fernando Alfonso de Córdoba, hijo del anterior y alguacil mayor de Córdoba por delegación de su padre, Pay Arias de Castro, señor de Espejo y alcaide del alcázar de Córdoba, Martín Alfonso de Córdoba el Bueno, que era el alférez mayor de Córdoba, y Pedro Ximénez de Góngora, señor de Cañaveral, por lo que algunos autores han llamado a este último grupo el bando de los oficiales del rey. Otros historiadores han añadido que los Fernández de Córdoba siempre apoyaron a la reina María de Molina y a su hijo, el infante Felipe, y también que Alfonso Fernández, «a la cabeza de su poderosa familia» y junto con sus aliados, siempre fue leal al rey durante las grandes «perturbaciones y revueltas» acaecidas durante la minoría de edad de Alfonso XI.
En el otoño de 1320 hubo graves enfrentamientos en Córdoba entre los partidarios de Don Juan Manuel y los oficiales reales que representaban a la Corona y que defendían la legalidad vigente. Los representantes municipales de la ciudad solicitaron a la reina María de Molina, madre del difunto Fernando IV y abuela de Alfonso XI, que destituyese a los alcaldes y al alguacil de la ciudad y les permitiese designar a los que ellos eligieran en asamblea vecinal. Pero la reina no accedió a sus demandas, argumentando que el privilegio de nombrarlos siempre había correspondido al rey, y les aconsejó que cuando se reunieran las Cortes del reino enviaran sus «mandaderos» para que presentaran allí sus peticiones y todo quedara resuelto en beneficio del rey y de la propia ciudad de Córdoba, según consta en la Crónica de Alfonso XI. El historiador Manuel García Fernández subrayó que bajo tales alborotos y reclamaciones lo que realmente subyacía era el enfrentamiento entre los dos bandos del patriciado urbano cordobés por controlar la ciudad y su reino, ya que la clásica interpretación de que se trataba de un conflicto entre los nobles y el pueblo, que en realidad llevaba mucho tiempo «alejado» del poder municipal, carece de fundamento en la actualidad. Y el historiador Iluminado Sanz Sancho, por su parte, manifestó que:

Los alborotos y enfrentamientos entre parcialidades de los caballeros cordobeses parece que venían produciéndose desde el momento en que los detentadores de oficios de nombramiento real querían hacerlos hereditarios y el proceso de oligarquización de la caballería se acentuaba, por lo que una parcialidad parece que dominaba los cargos electivos en la ciudad, en la que se impuso seguramente en el reinado de Fernando IV y sobre todo en las primeras y segundas tutorías de Alfonso XI, mientras que la otra parcialidad acabará imponiéndose en la mayoría de edad de este rey.

Pero la negativa de la reina María de Molina a satisfacer las exigencias de los cordobeses provocó el descontento popular, y a pesar de que los partidarios del infante Felipe y de la reina intentaron defender la legalidad vigente, Juan Ponce de Cabrera y los suyos solicitaron a Don Juan Manuel que acudiera a Córdoba, ya que estaban dispuestos a reconocerle como tutor del rey. A continuación se alzaron en armas contra sus adversarios y ocuparon por la fuerza la zona de Córdoba conocida como la Axerquía, donde tapiaron dos de las puertas que comunicaban ese sector con la parte superior de la ciudad, siendo una de ellas probablemente la conocida como Puerta del Hierro y la otra la Puerta de la Pescadería, como afirmó el historiador José Manuel Escobar Camacho. Después ocuparon el castillo del Puente y otras torres de la ciudad y obligaron a sus enemigos a refugiarse en el alcázar, que comenzaron a asediar y cuyo alcaide era Pay Arias de Castro, produciéndose además numerosos muertos y heridos por ambas partes. Y los protagonistas de la revuelta fueron Juan Ponce de Cabrera, el obispo de Córdoba, Fernando Gutiérrez, el señor y alguacil de Santa Eufemia, Fernando Díaz, el hermano de este último, Pedro Díaz, y Pedro Alfonso de Haro, y todos ellos, a excepción del obispo, eran vasallos del rey y tenentes de algunas fortalezas.

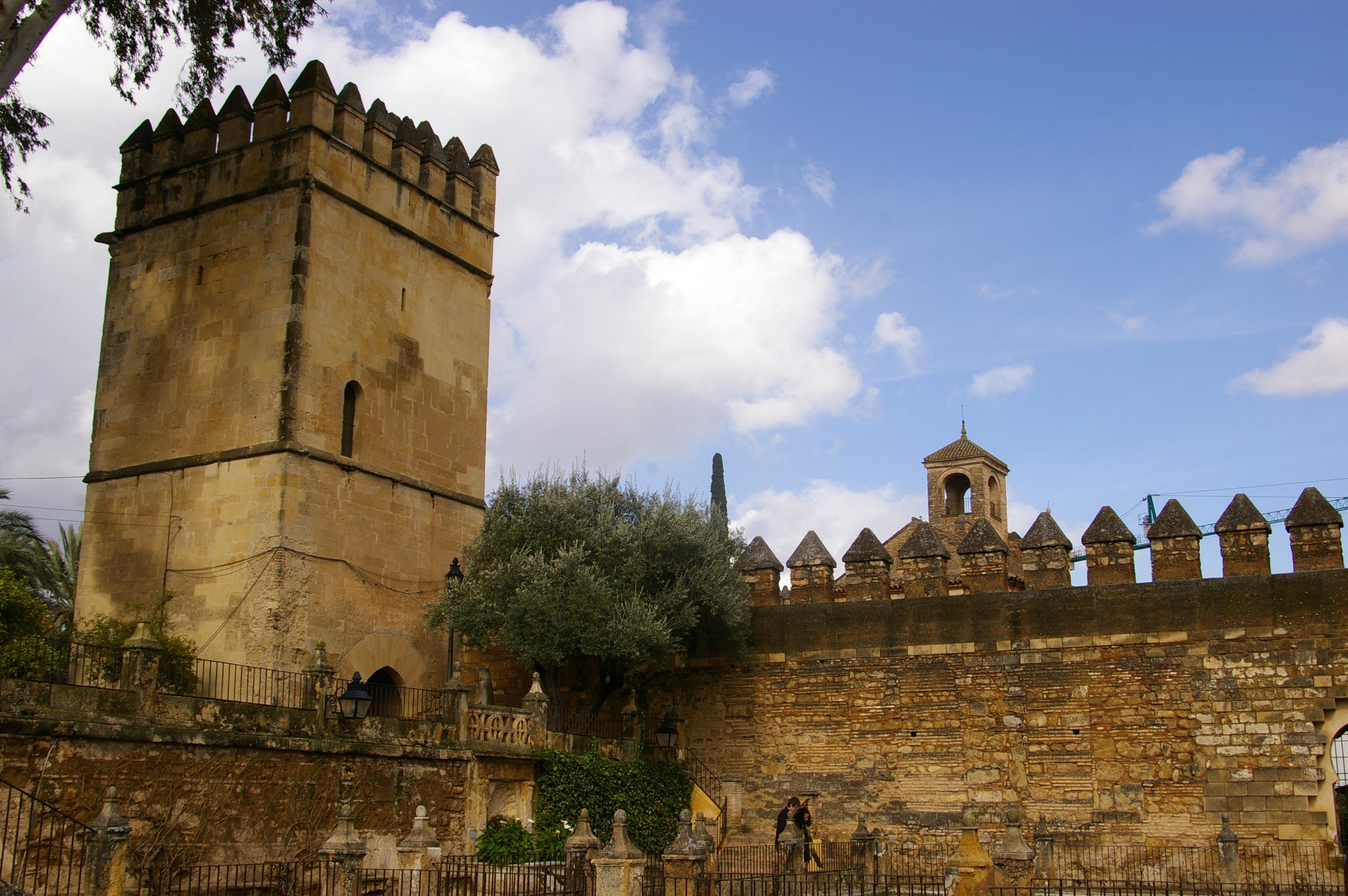
Alcázar de los Reyes Cristianos de Córdoba.

Entre los defensores del alcázar, que eran acaudillados por Pay Arias de Castro, alcaide de la fortaleza, y por Alfonso Fernández de Córdoba, adelantado mayor de la Frontera, figuraba Martín Alfonso de Córdoba, que era hijo de Alfonso Fernández. Pero cuando tuvieron conocimiento de que Don Juan Manuel se encontraba a dos leguas de Córdoba, negociaron su rendición y abandonaron la ciudad acompañados por sus esposas, según consta en el capítulo XXXII de la Gran Crónica de Alfonso XI:

En el alcaçar de Cordoua estaua Payo Arias de Castro, que lo tenie por el rrey, e Fernan Alfonso que era alguacil en la çibdad por el rrey, e pieça de otros caualleros de gente de la çibdad; e Pero Diaz hermano de don Fernando Diaz e Pero Alonso vno que se llamaua de Haro e el obispo de Cordoua e Joan Ponçe de Leon tomaron boz con el pueblo por don Joan hijo del ynfante don Manuel contra Alfonso e Payo Arias e Fernando Alfonso, e contra todos los que tenían con ellos que eran en la çibdad oficiales del rrey; e fueron armados contra el alcaçar; e fueron ay omes feridos e muertos. Edesque los del alcaçar supieron que don Joan fijo del ynfante don Manuel era a dos leguas de la çibdad, fueron muy desmayados, e fueronse del alcaçar e llevaron sus mujeres que tenían ay, e desanpararon el alcaçar e fueronse dende como omes de mala ventura. E otro dia llego ay don Joan e fallo el alcaçar desanparado e tomolo.

A finales de 1320, Pay Arias de Castro y sus compañeros abandonaron el alcázar junto con todos aquellos que defendían lo establecido por la Hermandad General de Andalucía y se refugiaron en Castro del Río, municipio al que posteriormente le sería concedido el título de «Leal» por Alfonso XI de Castilla, junto con otras mercedes, por ese hecho. Alfonso Fernández también se refugió en Castro del Río junto con los demás oficiales reales de Córdoba, pero las posesiones y rentas de los refugiados fueron confiscadas por los partidarios de Don Juan Manuel, según afirmó Braulio Vázquez Campos. Este último autor también añadió que se desconoce si la expulsión de Alfonso Fernández y los suyos de la ciudad de Córdoba respondió a la «dinámica política local» cordobesa o si ello estuvo relacionado con que Alfonso Fernández fuera partidario de los otros aspirantes a ejercer la tutoría del rey, como el infante Felipe de Castilla o Juan el Tuerto.
En diciembre de 1320, y después de que Don Juan Manuel fuera reconocido como tutor del rey en la ciudad de Córdoba, el resto de los concejos andaluces integrados en la Hermandad General de Andalucía reconoció como tal al infante Felipe, y hay constancia de que Alfonso Fernández de Córdoba, que era miembro de esa hermandad, también reconoció como tutor del joven monarca al mencionado infante.
 A lo largo del año 1320, Alfonso Fernández se mantuvo en el cargo de adelantado mayor de la Frontera, pero hay constancia de que en abril de 1320 Juan el Tuerto, que era hijo del infante Juan de Castilla y tutor del rey Alfonso XI junto con Don Juan Manuel y el infante Felipe, también ejercía dicho cargo al mismo tiempo, por lo que Vázquez Campos se preguntó si Alfonso Fernández habría sido un «delegado» de Juan el Tuerto en el adelantamiento andaluz durante ese periodo, aunque dicho autor señaló que la única certeza que hay sobre ello es que al final Alfonso Fernández acabó convertido en uno de los partidarios del infante Felipe.
En agosto de 1326 Alfonso Fernández luchó junto a Don Juan Manuel y junto a su hijo Martín Alfonso en la batalla de Guadalhorce, donde los musulmanes del reino nazarí de Granada sufrieron una grave derrota.

### Testamentos y muerte

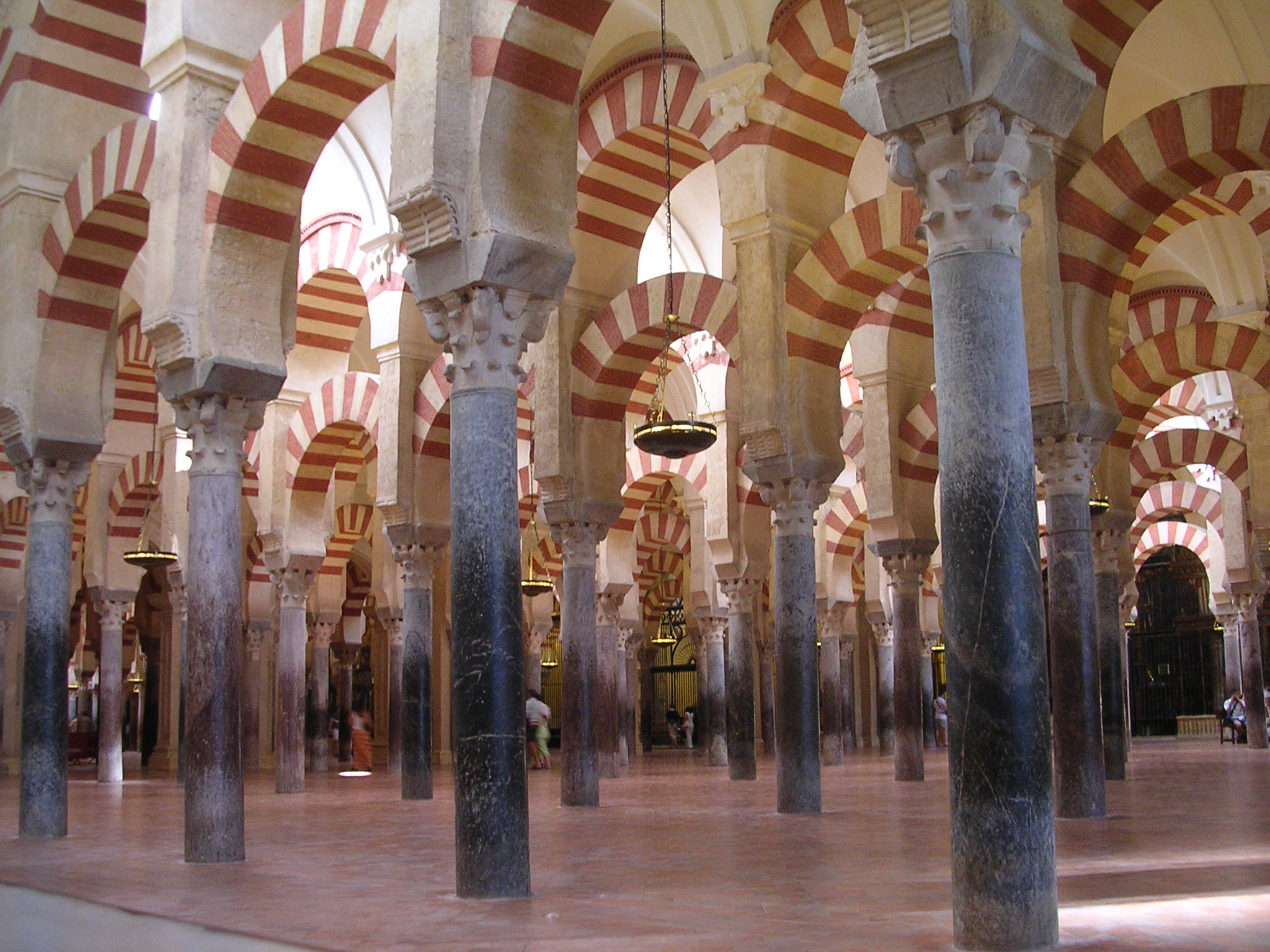
Interior de la Mezquita-catedral de Córdoba.

Alfonso Fernández otorgó su primer testamento en Córdoba el día 29 de junio de 1317 ante Juan de Abril, Fernando Alfonso y Alfonso Fernández, escribanos públicos de Córdoba. En su primer testamento, Alfonso Fernández instituyó dos mayorazgos para sus hijos Fernando Alfonso y Martín Alfonso que entrarían en vigor tras la muerte de su esposa, Teresa Ximénez de Góngora. Y el testador también dispuso que su cadáver debería recibir sepultura en la capilla de San Bartolomé de la Mezquita-catedral de Córdoba, donde estaban enterrados sus padres, y ordenó que se hicieran y «adornasen» las tumbas de su hermano, el arcediano Rodrigo Fernández, y las demás tumbas de su familia que se encontraban en la mencionada capilla. Y el testador nombró como albaceas a su esposa, Teresa Ximénez de Góngora, a Fray Juan de Córdoba, y a su primo Álvar Martínez.

El segundo y último testamento del adelantado Alfonso Fernández fue otorgado en Castro del Río ocho años más tarde, y en unión con su esposa, el día 25 de octubre de 1325, aunque otros autores aseguran erróneamente que fue otorgado el día 25 de octubre de 1327. Curiosamente, en su segundo testamento Alfonso Fernández se autodenominó «adelantado mayor por el Rey en toda la Frontera», aunque en opinión de Vázquez Campos dicha afirmación sólo era una «pretensión» por parte del testador, ya que desde octubre de 1325 el mencionado cargo comenzó a ser desempeñado por Don Juan Manuel, aunque también cabe la posibilidad de que la autoridad de este último aún no hubiera sido «reconocida» en toda Andalucía. En su segundo testamento Alfonso Fernández ratificó la creación de los dos mayorazgos en favor de sus hijos que ya había establecido en el primero y ordenó que su cadáver debería recibir sepultura en la capilla mayor del convento de San Agustín de Córdoba, aunque su cadáver no debería ser llevado allí hasta que la mencionada capilla no estuviera acabada y según las escrituras y conciertos que había hecho con dicho convento cuando le entregó el solar en el que se estaba construyendo.

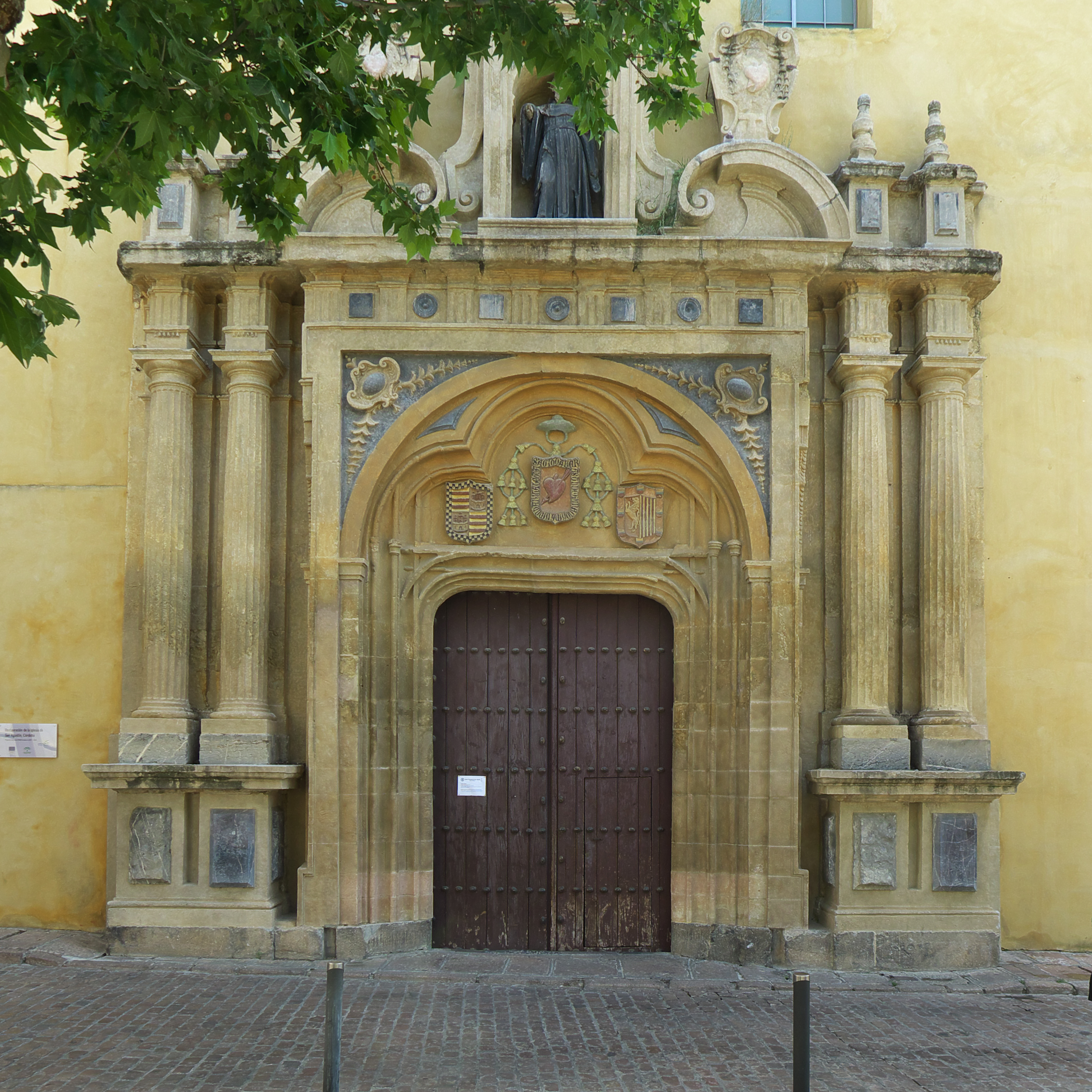
Portada principal de la iglesia de San Agustín de Córdoba.

Alfonso Fernández también estableció que en la mencionada capilla mayor del convento de San Agustín solamente se podrían sepultar junto con él su esposa y los miembros «de su linaje», y dejó para su construcción una suma de 10 000 maravedís y una heredad en el término de Almodóvar con la obligación de que se establecieran dos capellanías y «otras memorias». El adelantado ordenó asimismo que sus dos hijos deberían pagar a su hermana Urraca Alfonso, que estaba casada con Garci Méndez de Sotomayor, el resto de los 40 000 maravedís que le había dado como dote para su matrimonio, y de los que 14 000 deberían ser pagados por su hijo mayor, Fernando Alfonso, y los otros 6000 por su segundo hijo, Martín Alfonso, al tiempo que ordenaba que las dotes de sus hijas María y Constanza «habían de ser estimables en la forma que les había prometido» cuando se casaron. El testador legó a su esposa Teresa las aceñas de la Alhadra y el usufructo de los dos mayorazgos mencionados anteriormente «sin que sus hijos tuviesen otra acción que poner alcaides en sus castillos», y nombró como albaceas testamentarios a su esposa, a su cuñado Pedro Ximénez de Góngora, señor de la Zarza y el Cañaveral, y al padre prior del convento de San Agustín de Córdoba. Alfonso Fernández y su esposa hicieron en sus testamentos, como señaló Fernández de Béthencourt, «grandiosos legados a lugares píos, muchas limosnas y mandas cuantiosas a sus servidores y criados», aunque especialmente destacadas fueron sus donaciones para la capilla de San Bartolomé de la catedral cordobesa, cuyo patronato dejaron agregado al mayorazgo de su hijo primogénito, Fernando Alfonso.
Teresa Ximénez de Góngora, la esposa de Alfonso Fernández, otorgó testamento en Córdoba el día 31 de diciembre de 1327 ante los escribanos públicos Alfonso Martínez, Pedro Sánchez y Juan Ramón. En su testamento la esposa del antiguo adelantado dispuso que su cadáver recibiera sepultura al lado de su esposo, que aún vivía en esos momentos, en la capilla de San Bartolomé de la Mezquita-catedral de Córdoba. Al mismo tiempo ratificó la fundación de los dos mayorazgos para sus dos hijos, Fernando Alfonso y Martín Alfonso, y les cedió la Dehesa de Galapagar, y a sus nietas Constanza e Inés, que eran hijas de su hija María Alfonso, les dejó la mitad de «todas sus ropas y joyas» a excepción de las dos sortijas que pertenecieron a su cuñado, el arcediano Rodrigo Fernández, y que legó a su nieto Alfonso García de Sotomayor. Por último Teresa Ximénez dejó 2000 maravedís, que se debían para la redención de cautivos, por el alma de su difunto hijo Juan Alfonso.
Alfonso Fernández de Córdoba falleció después de enero de 1328, aunque otros autores afirman que seguramente murió en Castro del Río a finales de 1327 y poco después de haber otorgado su segundo testamento. Sin embargo, el padre Francisco Ruano, en su obra Casa de Cabrera en Córdoba, afirmó que Alfonso Fernández murió peleando contra los musulmanes aunque sin que se conozca la fecha exacta de su muerte, y el abad de Rute, por su parte, señaló erróneamente que murió en Castro del Río a finales de 1325 y después de haber otorgado su segundo testamento.

## Sepultura

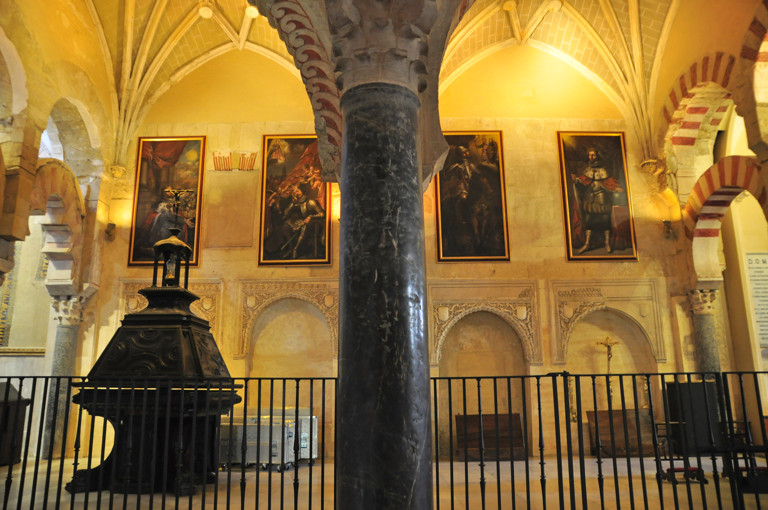
Capilla de San Felipe y Santiago de la Mezquita-catedral de Córdoba.

Fue sepultado junto con su esposa en la capilla de San Felipe y Santiago de la Mezquita-catedral de Córdoba, que es conocida vulgarmente como capilla de la Cepa, a pesar de lo dispuesto en su segundo testamento, donde había establecido que su cadáver debería recibir sepultura en la capilla mayor del convento de San Agustín de Córdoba.
La capilla de San Felipe y Santiago, que como señaló María de los Ángeles Jordano Barbudo perteneció a los Fernández de Córdoba, no debe ser confundida con la cercana capilla de San Bartolomé, aunque ambas se hallan en la Mezquita-catedral de Córdoba, y conviene señalar que la primera de ellas está situada junto al mihrab y «hacia el oeste», como apuntó Jordano Barbudo, y que en ella hay cuatro arcosolios sepulcrales decorados con yeserías mudéjares, aunque se desconoce la identidad de los personajes sepultados en ellos.
El eclesiástico e historiador Manuel Nieto Cumplido, por su parte, afirmó que los Fernández de Córdoba «perdieron el interés» por la capilla de San Felipe y Santiago desde que a finales del siglo XIV se les concedió el patronato de la capilla mayor de la iglesia de San Hipólito de Córdoba, donde actualmente, y desde el año 1736, están enterrados los reyes Fernando IV y Alfonso XI de Castilla.

## Antepasados
| \| \| \| \| \| \| \| \| \| \| \| \| \| \| \| \| \| \| \| \| 16. Fernando Bermúdez de Traba \| \| \| \| \| \| \| \| \| \| \| \| \| \| \| \| \| \| \| \| \| \| \| \| \| \| \| \| \| \| \| \| \| \| \| \| \| \| \| \| \| \| \| \| \| \| \| \| \| \| \| \| \| \| 8. Vasco Fernández de Traba \| \| \| \| \| \| \| \| \| \| \| \| \| \| \| \| \| \| \| \| \| \| \| \| \| \| \| \| \| \| \| \| \| \| \| \| \| \| \| \| \| \| \| \| \| \| \| \| \| \| \| \| \| \| 17. Urraca Fernández de Témez \| \| \| \| \| \| \| \| \| \| \| \| \| \| \| \| \| \| \| \| \| \| \| \| \| \| \| \| \| \| \| \| \| \| \| \| \| \| \| \| \| \| \| \| \| \| \| \| \| \| \| \| \| \| 4. Nuño Fernández de Témez, señor de Témez y Chantada \| \| \| \| \| \| \| \| \| \| \| \| \| \| \| \| \| \| \| \| \| \| \| \| \| \| \| \| \| \| \| \| \| \| \| \| \| \| \| \| \| \| \| \| \| \| \| \| \| \| \| \| \| \| 18. Conde Nuño Pérez de Monterroso \| \| \| \| \| \| \| \| \| \| \| \| \| \| \| \| \| \| \| \| \| \| \| \| \| \| \| \| \| \| \| \| \| \| \| \| \| \| \| \| \| \| \| \| \| \| \| \| \| \| \| \| \| \| 9. Mayor Núñez \| \| \| \| \| \| \| \| \| \| \| \| \| \| \| \| \| \| \| \| \| \| \| \| \| \| \| \| \| \| \| \| \| \| \| \| \| \| \| \| \| \| \| \| \| \| \| \| \| \| \| \| \| \| 2. Fernán Núñez de Témez, conquistador de Córdoba, I señor de la Casa de Córdoba \| \| \| \| \| \| \| \| \| \| \| \| \| \| \| \| \| \| \| \| \| \| \| \| \| \| \| \| \| \| \| \| \| \| \| \| \| \| \| \| \| \| \| \| \| \| \| \| \| \| \| \| \| \| 20. Gutierre Rodríguez de Castro, señor de Lemos y Sarria \| \| \| \| \| \| \| \| \| \| \| \| \| \| \| \| \| \| \| \| \| \| \| \| \| \| \| \| \| \| \| \| \| \| \| \| \| \| \| \| \| \| \| \| \| \| \| \| \| \| \| \| \| \| 10. Fernán Gutiérrez de Castro, señor de Lemos y Sarria \| \| \| \| \| \| \| \| \| \| \| \| \| \| \| \| \| \| \| \| \| \| \| \| \| \| \| \| \| \| \| \| \| \| \| \| \| \| \| \| \| \| \| \| \| \| \| \| \| \| \| \| \| \| 21. Elvira Osorio, señora de Lemos y Sarria \| \| \| \| \| \| \| \| \| \| \| \| \| \| \| \| \| \| \| \| \| \| \| \| \| \| \| \| \| \| \| \| \| \| \| \| \| \| \| \| \| \| \| \| \| \| \| \| \| \| \| \| \| \| 5. Elvira Fernández de Castro y Mendoza \| \| \| \| \| \| \| \| \| \| \| \| \| \| \| \| \| \| \| \| \| \| \| \| \| \| \| \| \| \| \| \| \| \| \| \| \| \| \| \| \| \| \| \| \| \| \| \| \| \| \| \| \| \| 22. Íñigo López de Mendoza, IV señor de Llodio, I señor de Zaitegui \| \| \| \| \| \| \| \| \| \| \| \| \| \| \| \| \| \| \| \| \| \| \| \| \| \| \| \| \| \| \| \| \| \| \| \| \| \| \| \| \| \| \| \| \| \| \| \| \| \| \| \| \| \| 11. Milia Íñiguez de Mendoza \| \| \| \| \| \| \| \| \| \| \| \| \| \| \| \| \| \| \| \| \| \| \| \| \| \| \| \| \| \| \| \| \| \| \| \| \| \| \| \| \| \| \| \| \| \| \| \| \| \| \| \| \| \| 23. Leonor Hurtado, señora de Mendívil \| \| \| \| \| \| \| \| \| \| \| \| \| \| \| \| \| \| \| \| \| \| \| \| \| \| \| \| \| \| \| \| \| \| \| \| \| \| \| \| \| \| \| \| \| \| \| \| \| \| \| \| \| \| 1. Alfonso Fernández de Córdoba, II señor de la Casa de Córdoba, I señor de Cañete y adelantado mayor de la Frontera \| \| \| \| \| \| \| \| \| \| \| \| \| \| \| \| \| \| \| \| \| \| \| \| \| \| \| \| \| \| \| \| \| \| \| \| \| \| \| \| \| \| \| \| \| \| \| \| \| \| \| \| \| \| 24. Domingo Muñoz, alcalde de Ávila \| \| \| \| \| \| \| \| \| \| \| \| \| \| \| \| \| \| \| \| \| \| \| \| \| \| \| \| \| \| \| \| \| \| \| \| \| \| \| \| \| \| \| \| \| \| \| \| \| \| \| \| \| \| 12. Muño Domínguez \| \| \| \| \| \| \| \| \| \| \| \| \| \| \| \| \| \| \| \| \| \| \| \| \| \| \| \| \| \| \| \| \| \| \| \| \| \| \| \| \| \| \| \| \| \| \| \| \| \| \| \| \| \| 6. Domingo Muñoz, Adalid de Córdoba \| \| \| \| \| \| \| \| \| \| \| \| \| \| \| \| \| \| \| \| \| \| \| \| \| \| \| \| \| \| \| \| \| \| \| \| \| \| \| \| \| \| \| \| \| \| \| \| \| \| \| \| \| \| 3. Leonor Muñoz \| \| \| \| \| \| \| \| \| \| \| \| \| \| \| \| \| \| \| \| \| \| \| \| \| \| \| \| \| \| \| \| \| \| \| \| \| \| \| \| \| \| \| \| \| \| \| \| \| \| \| \| \| \| 7. Gila Fernández de Saavedra \| \| \| \| \| \| \| \| \| \| \| \| \| \| \| \| \| \| \| \| \| \| \| \| \| \| \| \| \| \| \| \| \| \| \| \| \| \| \| \| \| \| \| \| \| \| \| \| \| \| \| \| | |  |  |  |  |  |  |  |  |  |  |  |  |  |  |  |
| | |  |  |  |  |  |  |  |  |  |  |  |  |  |  |  |
| | 16. Fernando Bermúdez de Traba                                                                                       |  |  |  |  |  |  |  |  |  |  |  |  |  |  |  |
| | |  |  |  |  |  |  |  |  |  |  |  |  |  |  |  |
| | |  |  |  |  |  |  |  |  |  |  |  |  |  |  |  |
| | 8. Vasco Fernández de Traba                                                                                          |  |  |  |  |  |  |  |  |  |  |  |  |  |  |  |
| | |  |  |  |  |  |  |  |  |  |  |  |  |  |  |  |
| | |  |  |  |  |  |  |  |  |  |  |  |  |  |  |  |
| | 17. Urraca Fernández de Témez                                                                                        |  |  |  |  |  |  |  |  |  |  |  |  |  |  |  |
| | |  |  |  |  |  |  |  |  |  |  |  |  |  |  |  |
| | |  |  |  |  |  |  |  |  |  |  |  |  |  |  |  |
| | 4. Nuño Fernández de Témez, señor de Témez y Chantada                                                                |  |  |  |  |  |  |  |  |  |  |  |  |  |  |  |
| | |  |  |  |  |  |  |  |  |  |  |  |  |  |  |  |
| | |  |  |  |  |  |  |  |  |  |  |  |  |  |  |  |
| | 18. Conde Nuño Pérez de Monterroso                                                                                   |  |  |  |  |  |  |  |  |  |  |  |  |  |  |  |
| | |  |  |  |  |  |  |  |  |  |  |  |  |  |  |  |
| | |  |  |  |  |  |  |  |  |  |  |  |  |  |  |  |
| | 9. Mayor Núñez |  |  |  |  |  |  |  |  |  |  |  |  |  |  |  |
| | |  |  |  |  |  |  |  |  |  |  |  |  |  |  |  |
| | |  |  |  |  |  |  |  |  |  |  |  |  |  |  |  |
| | 2. Fernán Núñez de Témez, conquistador de Córdoba, I señor de la Casa de Córdoba                                     |  |  |  |  |  |  |  |  |  |  |  |  |  |  |  |
| | |  |  |  |  |  |  |  |  |  |  |  |  |  |  |  |
| | |  |  |  |  |  |  |  |  |  |  |  |  |  |  |  |
| | 20. Gutierre Rodríguez de Castro, señor de Lemos y Sarria                                                            |  |  |  |  |  |  |  |  |  |  |  |  |  |  |  |
| | |  |  |  |  |  |  |  |  |  |  |  |  |  |  |  |
| | |  |  |  |  |  |  |  |  |  |  |  |  |  |  |  |
| | 10. Fernán Gutiérrez de Castro, señor de Lemos y Sarria                                                              |  |  |  |  |  |  |  |  |  |  |  |  |  |  |  |
| | |  |  |  |  |  |  |  |  |  |  |  |  |  |  |  |
| | |  |  |  |  |  |  |  |  |  |  |  |  |  |  |  |
| | 21. Elvira Osorio, señora de Lemos y Sarria                                                                          |  |  |  |  |  |  |  |  |  |  |  |  |  |  |  |
| | |  |  |  |  |  |  |  |  |  |  |  |  |  |  |  |
| | |  |  |  |  |  |  |  |  |  |  |  |  |  |  |  |
| | 5. Elvira Fernández de Castro y Mendoza                                                                              |  |  |  |  |  |  |  |  |  |  |  |  |  |  |  |
| | |  |  |  |  |  |  |  |  |  |  |  |  |  |  |  |
| | |  |  |  |  |  |  |  |  |  |  |  |  |  |  |  |
| | 22. Íñigo López de Mendoza, IV señor de Llodio, I señor de Zaitegui                                                  |  |  |  |  |  |  |  |  |  |  |  |  |  |  |  |
| | |  |  |  |  |  |  |  |  |  |  |  |  |  |  |  |
| | |  |  |  |  |  |  |  |  |  |  |  |  |  |  |  |
| | 11. Milia Íñiguez de Mendoza                                                                                         |  |  |  |  |  |  |  |  |  |  |  |  |  |  |  |
| | |  |  |  |  |  |  |  |  |  |  |  |  |  |  |  |
| | |  |  |  |  |  |  |  |  |  |  |  |  |  |  |  |
| | 23. Leonor Hurtado, señora de Mendívil                                                                               |  |  |  |  |  |  |  |  |  |  |  |  |  |  |  |
| | |  |  |  |  |  |  |  |  |  |  |  |  |  |  |  |
| | |  |  |  |  |  |  |  |  |  |  |  |  |  |  |  |
| | 1. Alfonso Fernández de Córdoba, II señor de la Casa de Córdoba, I señor de Cañete y adelantado mayor de la Frontera |  |  |  |  |  |  |  |  |  |  |  |  |  |  |  |
| | |  |  |  |  |  |  |  |  |  |  |  |  |  |  |  |
| | |  |  |  |  |  |  |  |  |  |  |  |  |  |  |  |
| | 24. Domingo Muñoz, alcalde de Ávila                                                                                  |  |  |  |  |  |  |  |  |  |  |  |  |  |  |  |
| | |  |  |  |  |  |  |  |  |  |  |  |  |  |  |  |
| | |  |  |  |  |  |  |  |  |  |  |  |  |  |  |  |
| | 12. Muño Domínguez                                                                                                   |  |  |  |  |  |  |  |  |  |  |  |  |  |  |  |
| | |  |  |  |  |  |  |  |  |  |  |  |  |  |  |  |
| | |  |  |  |  |  |  |  |  |  |  |  |  |  |  |  |
| | 6. Domingo Muñoz, Adalid de Córdoba                                                                                  |  |  |  |  |  |  |  |  |  |  |  |  |  |  |  |
| | |  |  |  |  |  |  |  |  |  |  |  |  |  |  |  |
| | |  |  |  |  |  |  |  |  |  |  |  |  |  |  |  |
| | 3. Leonor Muñoz |  |  |  |  |  |  |  |  |  |  |  |  |  |  |  |
| | |  |  |  |  |  |  |  |  |  |  |  |  |  |  |  |
| | |  |  |  |  |  |  |  |  |  |  |  |  |  |  |  |
| | 7. Gila Fernández de Saavedra                                                                                        |  |  |  |  |  |  |  |  |  |  |  |  |  |  |  |
| | |  |  |  |  |  |  |  |  |  |  |  |  |  |  |  |
| | |  |  |  |  |  |  |  |  |  |  |  |  |  |  |  |

## Matrimonio y descendencia
Alfonso Fernández de Córdoba contrajo matrimonio con Teresa Jiménez de Góngora, hija de Luis Ximénez de Góngora, señor de la Zarza y el Cañaveral, y de Ximena Íñiguez, y fruto de su matrimonio nacieron los siguientes hijos:
- Fernando Alfonso de Córdoba (c. 1317-1343). Fue señor de la Casa de Córdoba y de Cañete de las Torres y ocupó los cargos de alcalde mayor y alguacil mayor de Córdoba y el de alcaide de los Donceles.[94] Otorgó su último testamento en Córdoba el día 19 de diciembre de 1343, donde ordenó, entre otras muchas disposiciones, que lo enterrasen en la capilla de San Bartolomé de la Mezquita-catedral de Córdoba junto a su padre.[95] Contrajo matrimonio por primera vez con su sobrina Urraca González Mesía —hija de Mayor Alfonso de Córdoba y de su marido de Rodrigo González Mesía, comendador mayor de León en la Orden de Santiago— y con quien tuvo descendencia.[96] Posteriormente volvió a casarse con María Ruiz de Biedma —cuyos padres eran Rodrigo Íñiguez de Biedma, señor de Ortolanca y alcaide de los Reales Alcázares de Jaén, y Juana Díaz de Fines— y con quien también tuvo descendencia.[97]
- Martín Alfonso de Córdoba (m. 1349), I señor de Montemayor, Dos Hermanas, Duernas, las Salinas y Galapagar, y señor de los Heredamientos de la Reina y del Fraile y de los de Fernán-Núñez, Abencalez y Aguaxarón, siendo además alférez mayor y alcalde mayor de Córdoba y caballero de la Orden de la Banda.[88][98] Falleció en la ciudad de Córdoba[99] el día 8 de julio de 1349,[100][88][101] y fue sepultado en la capilla de San Bartolomé, conocida también como capilla del Adalid, de la Mezquita-catedral de Córdoba, aunque posteriormente sus restos mortales fueron trasladados a la capilla de San Pedro del mismo templo junto con los de su esposa, Aldonza López de Haro.[102][103]
- Juan Alfonso de Córdoba (m. c. 1327), que murió joven y en vida de sus padres.[92][104] Fernández de Béthencourt señaló que su padre «además de los 10 000 maravedís que tenía destinados para la liberación de cautivos cristianos, primero naturales de Alcalá y de Córdoba después, dejó otros 2000, que con el mismo fin habían de ofrecerse por el alma de este hijo suyo».[85]
- Lope Alfonso de Córdoba (m. antes de 1325). En el testamento que su padre otorgó en 1325 destinó a sufragios por su alma «cierta cantidad de maravedís», como indicó Fernández de Béthencourt, aunque no hay más datos sobre este individuo.[85]
- Leonor Alfonso de Córdoba. Contrajo matrimonio con Pedro Venegas, III señor de Venegas en Córdoba y alcalde mayor de dicha ciudad, hijo de Egas Venegas, también señor de Venegas, y de su esposa Mayor Fernández de Castro, y con quien tuvo descendencia.[105]
- Urraca Alfonso de Córdoba (m. antes de 1325). Contrajo matrimonio con Garci Méndez de Sotomayor, III señor del Carpio y de Jódar, entre otras villas, — hijo de Garci Méndez de Sotomayor, señor de El Carpio y de la Torre de Ruxugenal, y de Juana Rodríguez de Jódar, y con quien tuvo descendencia.[106]
- Mayor Alfonso de Córdoba. Contrajo matrimonio con Rodrigo González Mesía, comendador mayor de León en la Orden de Santiago,[92] hijo de Gonzalo Mesía, señor de la Casa de Mesía en Córdoba y alcalde mayor de dicha ciudad, y de Isabel Díaz Tafur, y con quien tuvo a Urraca que se casaría con su tío materno y a Gonzalo II Mesía.[96]
- María Alfonso de Córdoba. Contrajo matrimonio con Juan Martínez de Argote, IV señor de Cabriñana[107][92] y alcalde mayor de Córdoba, hijo de Martín Ruiz de Argote, señor de los heredamientos de Cabriñana y Duernas, y de su esposa Juana García Tafur, y con quien tuvo descendencia.[96]
- Constanza Alfonso de Córdoba. Contrajo matrimonio con Pedro Ponce de Cabrera,[108][109][96] IV señor de la Casa de Cabrera de Córdoba y de la Torre de Arias Cabrera e hijo de Juan Ponce de Cabrera, señor de Cabra y de la mitad del castillo de Garcíez, y de su esposa Inés Enríquez de Arana, con quien tuvo descendencia.[96]

| Predecesor: Don Juan Manuel | Adelantado mayor de la frontera de Andalucía 1317–1320 | Sucesor: Juan el Tuerto |